# شيبان (أمير مغولي)
شيبان (شَيْبان) أو شايبان كان واحدا من أمراء الجناح اليساري. كان الابن الخامس لجوجي خان وحفيد جنكيز خان. ولأنه لم يصل إلى الشهرة عندما مات والده في 1227، لم يكن له أي أراضٍ في ذلك الوقت.

## غزو المغول لأوروبا
شارك شيبان في غزو المغول لأوروبا، وقام بهجوم حاسم على جيش بيلا الرابع في معركة موهي عام 1241 .[بحاجة لمصدر]